# 이브라힘 바방기다
이브라힘 바다마시 바방기다(영어: Ibrahim Badamasi Babangida, 1940년 8월 17일~)는 1985년 8월 27일부터 1993년 8월 26일까지 나이지리아의 대통령이었던 은퇴한 나이지리아 육군 장군이다. 그는 1984년 1월부터 1985년 8월까지 육군 참모총장으로 근무했었다. 바방기다는 나이지리아의 대부분의 군사 쿠데타에서 중요한 역할을 했다.

## 어린 시절
이브라힘 바방기다는 1941년 8월 17일 나이저주 민나에서 그의 아버지 무하마드 바방기다와 어머니 아이샤 바방기다에게 태어났다.
1950년부터 1956년까지 이브라힘 바방기다는 초등학교에 다녔다. 1957년부터 1962년까지 바방기다는 정부대학인 나이저주 비다에서 교육을 받았다.

## 군대 경력
바방기다는 1962년 12월 10일 카두나의 나이지리아 군사훈련대학에 입학하였다. 바방기다는 1966년 9월 26일 인도 육군사관학교에서 개인군 번호 N/438과 함께 나이지리아 왕립군 전투원 2사위직을 맡았다.

## 1985년 쿠테타, 부하리 정권 전복
바방기다는 모하마두 부하리 소장의 통치 하에 육군 참모총장이자 최고 군사위원회 위원이었다. 바방기다는 나중에 1985년 8월 27일 바방기다가 전략적으로 배치한 중간급 장교들에게 의존했던 군사 쿠데타로 부하리의 정권을 전복시켰다.

## 사생활
이브라힘 바다마시 바방기다는 마리암 (네 킹) 바방기다 (사망)(제2의 부인, 1985년~1993년)와 결혼했다. 그들은 네 명의 자녀를 두었다(무함마두, 아미누, 아이샤투, 할리마투). 마리암 바방기다는 2009년 12월 27일 난소암 합병증으로 사망했다.